# Johannes Franciscus Spöhler
Johannes Franciscus Spöhler (Rotterdam, 5 september 1853 – Amsterdam, 7 december 1923) was een Nederlandse kunstschilder.

## Leven en werk
Spöhler, ook Spohler, was een zoon van de schilder Jan Jacob Spöhler en Catharina Wilhelmina Elisabeth Giethoorn. Hij bleef vrijgezel. Hij was een jongere broer van Jacob Jan Coenraad Spöhler, die ook schilder werd. Zijn vader en broer schilderden vooral landschappen, maar Johannes legde zich toe op stadsgezichten van onder meer Amsterdam, Alkmaar en Enkhuizen.
De schilder overleed op 70-jarige leeftijd in zijn woonplaats Amsterdam.

## Galerij

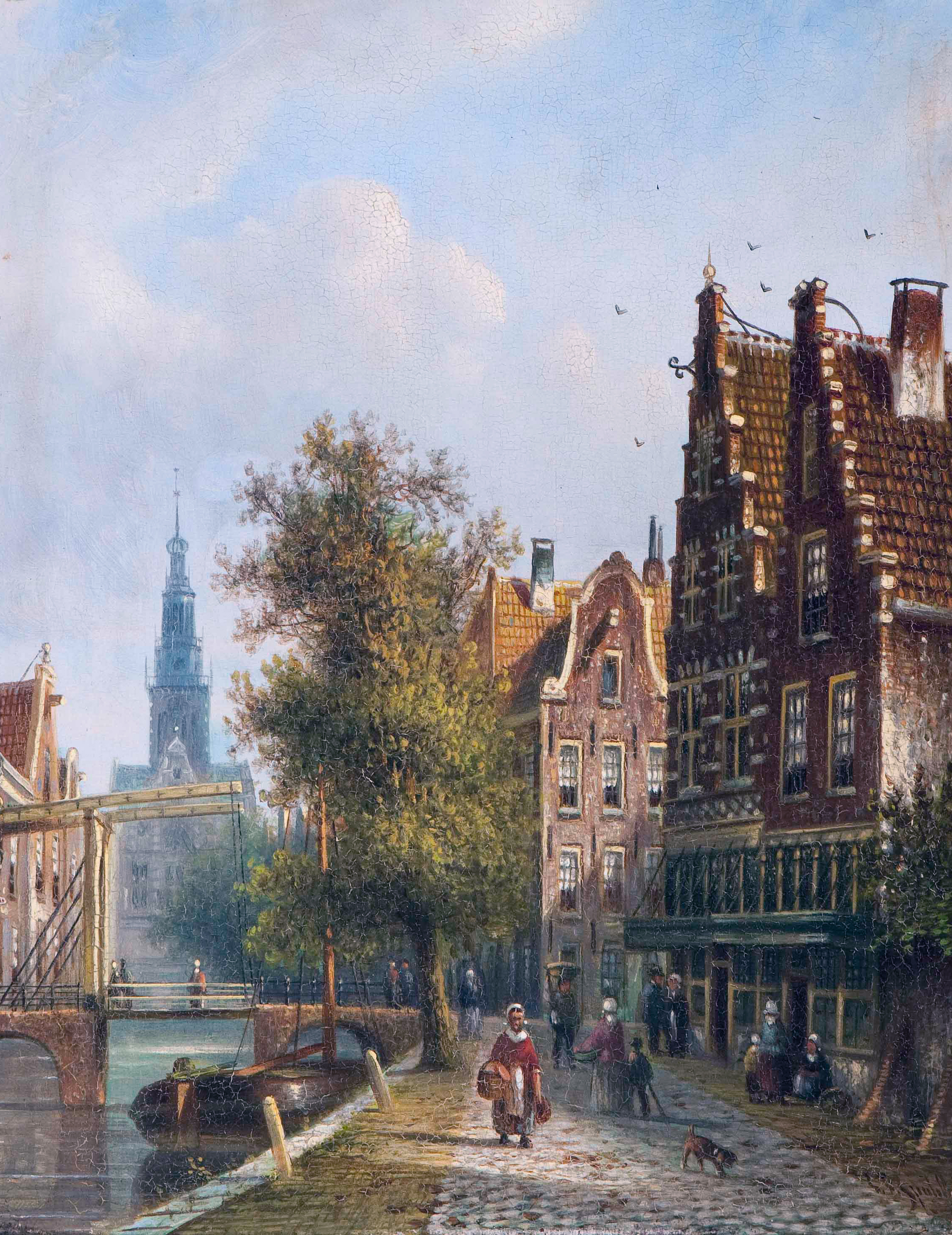
Oudorp
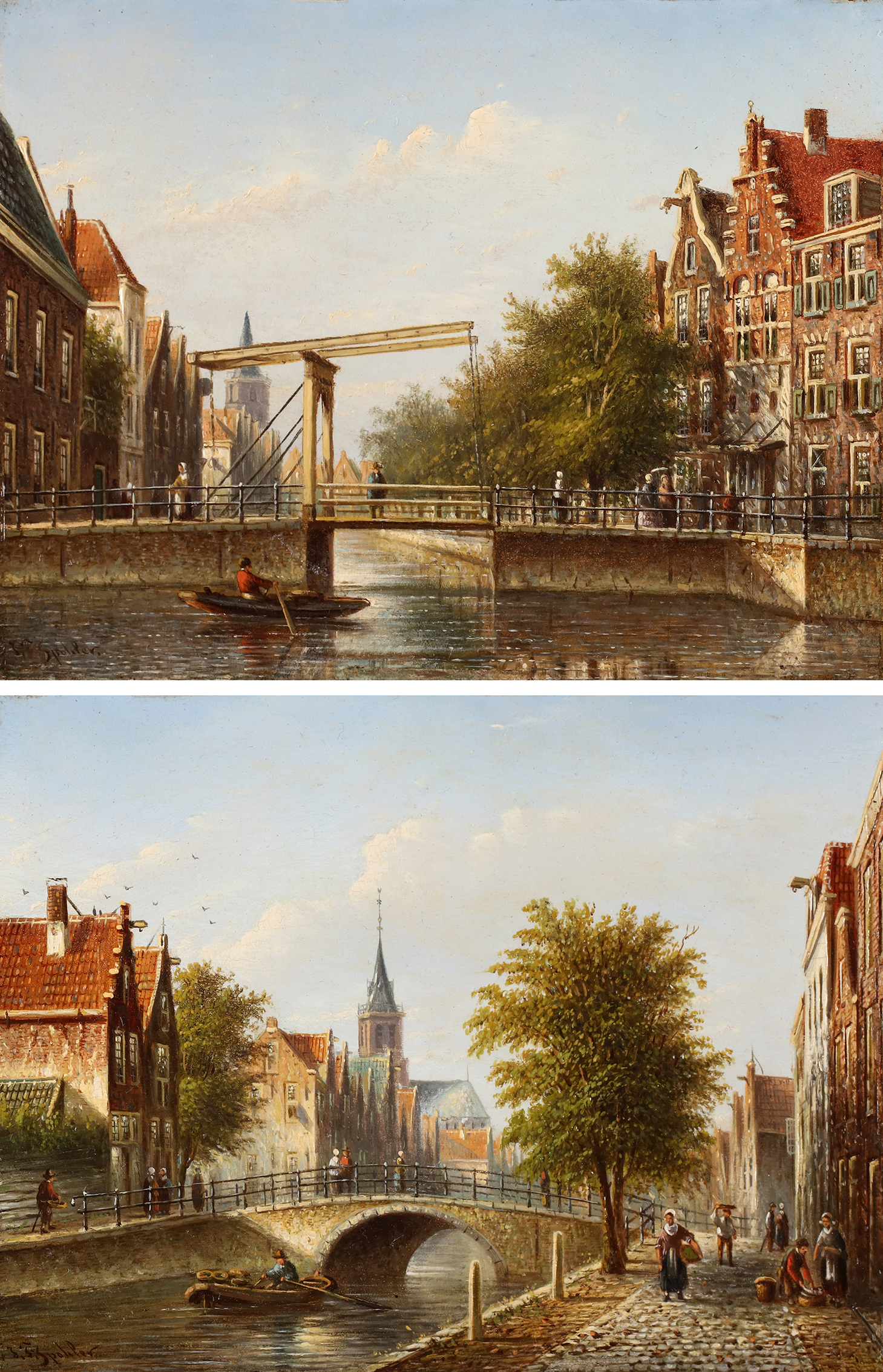
Twee stadsgezichten van Amsterdam
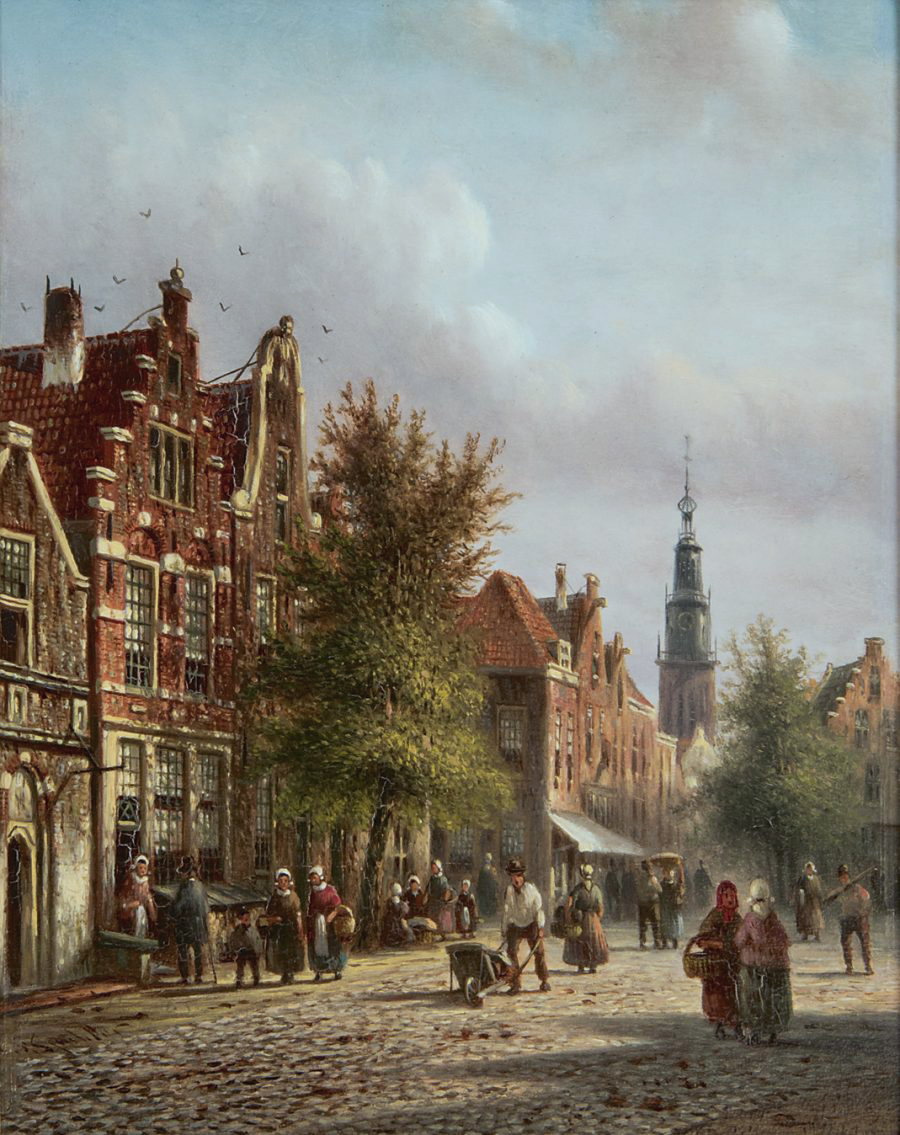
Stadsgezicht